# Coloni C3
Der Coloni C3 war ein Formel-1-Rennwagen des italienischen Teams Coloni, der 1989 eingesetzt wurde. Es war das letzte Auto, mit dem Coloni an einem Formel-1-Rennen teilnahm. Der C3 bildete die Grundlage für die Modelle C3B und C3C, die 1990 ohne Erfolg eingesetzt wurden; auch der Coloni C4 von 1991 war vom C3 abgeleitet.

## Die Technik
Der Coloni C3 wurde von Christian Vanderpleyn konstruiert, den Coloni im Sommer 1988 von AGS abgeworben hatte. Die Entwicklungsarbeiten begannen im September 1988; das Auto wurde allerdings erst im Juni des Folgejahres fertiggestellt.
Der C3 unterschied sich von seinem Vorgänger, dem Coloni FC188, durch ein neu konstruiertes Monocoque, das schlanker und leichter war. Die Aufhängung wurde dagegen unverändert vom FC188 übernommen. Im Vergleich zu den meisten anderen Wagen des Jahres hatte der C3 einen mit 2800 mm sehr kurzen Radstand.  Die Karosserie war zeitgemäß. Anders als die auf einer Konstruktion aus dem Jahr 1987 basierenden Vorgänger hatte der C3 einen schlanken Aufbau mit einer hohen, in die abfallende Motorhaube integrierten Lufthutze. Die Seitenkästen waren sehr niedrig. Als Antrieb diente ein Ford Cosworth-Achtzylindermotor vom Typ DFR, der bei Heini Mader Racing Components vorbereitet wurde.
In der Literatur wird davon ausgegangen, dass der C3 grundsätzlich das Potential hatte, um das Team nach vorne zu bringen; die mangelnde finanzielle Ausstattung des Unternehmens und persönliche Unstimmigkeiten im Team verhinderten aber eine konsequente Weiterentwicklung des Autos und eine Konsolidierung der Leistungen.
Coloni stellte im Frühjahr 1989 zwei Exemplare des C3 her, die – abweichend von der bisherigen Übung – nicht mehr in hellem Gelb lackiert waren, sondern ein weiß-grau-schwarzes Farbmuster trugen.

## Renneinsätze
Der Coloni C3 debütierte beim Großen Preis von Kanada im Juni 1989. Fahrer waren Roberto Moreno und Pierre-Henri Raphanel, der ab dem Großen Preis von Italien durch Enrico Bertaggia ersetzt wurde. Moreno konnte sich für eine Teilnahme an den Großen Preisen von Kanada, Großbritannien und Portugal – hier für den 15. Startplatz – qualifizieren, kam aber bei keinem Rennen ins Ziel. Zweimal brach das Getriebe, einmal führte ein Motordefekt zum vorzeitigen Ausfall. Colonis zweiter Fahrer konnte sich zu keinem einzigen Rennen qualifizieren.

## Ableitungen
Die beiden 1989 hergestellten Coloni C3 wurden 1990 zu zwei neuen Modellen umgebaut, die sich stark voneinander unterschieden.

### Der Coloni C3B
Einer der beiden C3 wurde Anfang 1990 zum Coloni C3B umgebaut. Er erfuhr tiefgreifende Änderungen, die durch den Einbau eines bei Motori Moderni hergestellten Zwölfzylindermotor mit der Markenbezeichnung Subaru notwendig wurden. Das Auto wurde zu acht Rennen der Saison 1990 für Bertrand Gachot gemeldet. Gachot scheiterte bei allen Anläufen bereits an der Vorqualifikation.

### Der Coloni C3C
Nachdem sich Coloni und Subaru im Frühsommer 1990 getrennt hatten, wurde der zweite C3 zum Coloni C3C umgebaut, der im Wesentlichen der ursprünglichen Konstruktion des C3 von 1989 entsprach. Er war wiederum mit einem Cosworth-Motor ausgestattet. Coloni meldete den C3C zu den letzten acht Großen Preisen des Jahres 1990, konnte sich aber zu keinem Rennen qualifizieren.

## Resultate
| Fahrer         | Nr. | 1 | 2 | 3 | 4 | 5 | 6    | 7    | 8    | 9    | 10   | 11   | 12   | 13   | 14   | 15   | 16   | Punkte | Rang |
| -------------- | --- | - | - | - | - | - | ---- | ---- | ---- | ---- | ---- | ---- | ---- | ---- | ---- | ---- | ---- | ------ | ---- |
|                |     |   |   |   |   |   |      |      |      |      |      |      |      |      |      |      |      | 0      | –    |
| R. Moreno      | 31  |   |   |   |   |   | DNF  | DNQ  | DNF  | DNPQ | DNPQ | DNPQ | DNPQ | DNF  | DNPQ | DNPQ | DNPQ | 0      | –    |
| P.-H. Raphanel | 32  |   |   |   |   |   | DNPQ | DNPQ | DNPQ | DNPQ |      |      |      |      |      |      |      | 0      | –    |
| E. Bertaggia   | 32  |   |   |   |   |   |      |      |      |      |      | DNPQ | DNPQ | DNPQ | DNPQ | DNPQ | DNPQ | 0      | –    |

| Legende  | Legende            | Legende                                                          |
| Farbe    | Abkürzung          | Bedeutung                                                        |
| -------- | ------------------ | ---------------------------------------------------------------- |
| Gold     | –                  | Sieg                                                             |
| Silber   | –                  | 2. Platz                                                         |
| Bronze   | –                  | 3. Platz                                                         |
| Grün     | –                  | Platzierung in den Punkten                                       |
| Blau     | –                  | Klassifiziert außerhalb der Punkteränge                          |
| Violett  | DNF                | Rennen nicht beendet (did not finish)                            |
| Violett  | NC                 | nicht klassifiziert (not classified)                             |
| Rot      | DNQ                | nicht qualifiziert (did not qualify)                             |
| Rot      | DNPQ               | in Vorqualifikation gescheitert (did not pre-qualify)            |
| Schwarz  | DSQ                | disqualifiziert (disqualified)                                   |
| Weiß     | DNS                | nicht am Start (did not start)                                   |
| Weiß     | WD                 | zurückgezogen (withdrawn)                                        |
| Hellblau | PO                 | nur am Training teilgenommen (practiced only)                    |
| Hellblau | TD                 | Freitags-Testfahrer (test driver)                                |
| ohne     | DNP                | nicht am Training teilgenommen (did not practice)                |
| ohne     | INJ                | verletzt oder krank (injured)                                    |
| ohne     | EX                 | ausgeschlossen (excluded)                                        |
| ohne     | DNA                | nicht erschienen (did not arrive)                                |
| ohne     | C                  | Rennen abgesagt (cancelled)                                      |
| ohne     | keine WM-Teilnahme |                                                                  |
| sonstige | P/fett             | Pole-Position                                                    |
| sonstige | 1/2/3/4/5/6/7/8    | Punktplatzierung im Sprint-/Qualifikationsrennen                 |
| sonstige | SR/kursiv          | Schnellste Rennrunde                                             |
| sonstige | *                  | nicht im Ziel, aufgrund der zurückgelegten Distanz aber gewertet |
| sonstige | ()                 | Streichresultate                                                 |
| sonstige | unterstrichen      | Führender in der Gesamtwertung                                   |